# Xiahou Hui
En aquest nom xinès, el cognom és Xiahou (夏侯).
Xiahou Hui fou un oficial de Wei i el tercer fill de Xiahou Yuan. Des de la seua joventut, Xiahou Hui fou destre a l'escriptura. Va servir com a Gran Mariscal amb el seu germà menut, Xiahou He, en el front contra Zhuge Liang i Shu Han.